# Arachosia oblonga
Arachosia oblonga là một loài nhện trong họ Anyphaenidae.
Loài này thuộc chi Arachosia. Arachosia oblonga được Eugen von Keyserling miêu tả năm 1878.